# 下崎紘史
下崎 紘史（しもざき ひろし、1977年9月25日 - ）は、日本の男性声優。富山県出身。尾木プロ THE NEXT所属。

## 人物
昔からアニメには興味があり、アニメの影響で職業としての声優に気づいたという。『るろうに剣心』には熱中していたという。
声優の他、劇団アルターエゴの劇団員として舞台にも出演している。
趣味はカラオケ、野球。
3人きょうだいの長男で、本人との双子の弟と妹がいる。

## 出演

### テレビアニメ
1997年
- るろうに剣心 -明治剣客浪漫譚-（兵士）

1998年
- こちら葛飾区亀有公園前派出所（1998年 - 2008年、珍吉〈3代目〉、馬成かける、ナンシー下崎、中川鶴松 他）

1999年
- ビックリマン2000（捨てるッス、カッパ魔鬼、複写鬼、フラットN爺、ドリブルトプス 他）
- メダロット（1999年 - 2000年、手下、コーマドッグ、少年、運転手 他） - 2シリーズ

2001年
- オフサイド（田中先生）
- 格闘料理伝説ビストロレシピ（チョリソーン）
- テニスの王子様（2001年 - 2024年、池田雅也、佐々部の友達、審判） - 4シリーズ
- Dr.リンにきいてみて!（とうこつ 他）
- 破壊魔定光（ブレザー不良、警察官）
- バンパイヤン・キッズ（ロミヒョ）

2002年
- キャプテン翼（第3作）（シュナイダー）
- 真・女神転生Dチルドレン ライト&ダーク（ブル、ナムタル 他）
- 満月をさがして（小野、山根先生 他）
- ホイッスル!（加地村天翔、副キャプテン、斉藤、長さん、郵便屋さん）
- ボンバーマンジェッターズ（2002年 - 2003年、ゴトー、モグー、ヒゲチュウ、トリプルシェル、ヒゲ沢伯爵 他）

2003年
- GUNSLINGER GIRL（2003年 - 2008年、ジョルジョ、キャスター、五共和国派の構成員、ジョルジョ、ドメニコ 他） - 2シリーズ
- ふたつのスピカ（山本、男子生徒、生徒(1)、アナウンサー）

2004年
- Get Ride! アムドライバー（黒アムドライバー、隊長、兵士、老農夫）
- 最遊記RELOAD GUNLOCK（妖怪）
- ジパング（米倉薫一尉 他）
- 十兵衛ちゃん2 -シベリア柳生の逆襲-（ハム土三平）
- 遊☆戯☆王デュエルモンスターズGX（ティラノ剣山、E・HERO スパークマン、おジャマ・グリーン、井坂 他）
- レジェンズ 甦る竜王伝説（バーガーショップ店員）

2005年
- アイシールド21（山岡健太、小判鮫オサム、足塚猛、角口直角、ジェレミー・ワット〈2代目〉、選手）
- 韋駄天翔（セイジ）
- おねがいマイメロディ（2005年 - 2009年、白山十三 、シマウマ先生、メガネザル先生 他） - 4シリーズ
- capeta（酒井大輔、本間太郎、深沢次長、スタッフ、講師）
- 銀牙伝説WEED（ネッド、ジェット、怒土、ハンター 他）
- シュガシュガルーン（店員、元老院、ガリ勉 他）
- 涼風（漫才師、取り巻き、部員、生徒）
- 蟲師（2005年 - 2014年、村人、ヤスケ、旅人、港の男性、猟師 他） - 2シリーズ + 特別篇

2006年
- 家庭教師ヒットマンREBORN!（担任、先生、ホワイトスペル隊員、審判）
- しにがみのバラッド。（警備員A）
- 人造昆虫カブトボーグ V×V（2006年 - 2007年、飯村、デンジャラス小林、ジャイルジーニョ、ダラダーラ、ケリー将軍 他）
- 僕等がいた（生徒、委員、男、タクシー運転手）
- 妖怪人間ベム -HUMANOID MONSTER BEM-（クラスメイト、レッドキャップ、ゴブリンボス、ジョージ 他）

2007年
- 鋼鉄三国志（刺客）
- もえたん（裁判官）

2008年
- 夏目友人帳（2008年 - 2024年、牛顔の中級妖怪、牛頭の青鬼、水妖、口の大きな水妖、小妖怪 他） - 7シリーズ

2009年
- エリアス ちいさなレスキューせん（ジョビアル）
- クッキンアイドル アイ!マイ!まいん!（2009年 - 2012年、シェフ、花屋さん、すし屋の店主、八百屋店主、実況アナウンサー 他）
- 獣の奏者 エリン（イアルの父、ドサ、監察官、商人、ロサ 他）
- ジュエルペット（2009年 - 2013年、モルダヴァイト校長、ジャッジくん、ガンホ、サンマ、ドラゴン 他） - 4シリーズ

2010年
- 毎日かあさん（父親、コメンテーター、世界の人々、ロボット、まあくんパパ 他）
- ミチコとハッチン（ピータン）

2012年
- 獣旋バトル モンスーノ（アッシュ、ヒューリー）
- 戦国コレクション（強盗、三下3、米人間）
- 超訳百人一首 うた恋い。（牛飼、大友黒主、店主）

2013年
- 義風堂々!! 兼続と慶次（本多正信）
- ぢべたぐらし あひるの生活（ササゴイ）
- ムシブギョー（戒汝、猿飛佐助、お春の祖父、火鉢の兄A、常世の蟲 他）

2014年
- 怪盗ジョーカー（2014年 - 2016年、キングのパパ 他）
- ブラック・ブレット（警官A、民警A）
- ブレイドアンドソウル（マサ）
- わしも WASIMO（おじいさん、カラス、警官、どろぼう）

2015年
- アイドルマスター シンデレラガールズ（部下、ディレクター、監督、舞台監督）
- すべてがFになる THE PERFECT INSIDER（望月俊樹）
- VENUS PROJECT -CLIMAX-（運転手、中華屋）

2016年
- カードファイト!! ヴァンガードG NEXT（老人）
- こちら葛飾区亀有公園前派出所 THE FINAL 両津勘吉 最後の日（街の人々）
- ナースウィッチ小麦ちゃんR（監督、薬局店長）
- ベイブレードバースト（2016年 - 2017年、ドラゴン、医師、辻原、警備員B、ガゼムの父） - 2シリーズ

2018年
- 伊藤潤二『コレクション』（増田、主催主、ミイラ、香川、校長、先生）
- ウマ娘 プリティーダービー（駅員）
- 蒼天の拳 REGENESIS（屋台の親父、政府軍隊長2、政府秘書、政府兵6、ジェネシス幹部/緑 他） - 2シリーズ
- ひそねとまそたん（ひそねの父）
- キラッとプリ☆チャン（飼育員）

2019年
- ゾイドワイルド（ペンネ父）
- スター☆トゥインクルプリキュア（追川夢男、イカリン）
- 魔入りました!入間くん（2019年 - 2023年、カムカムさん、清掃員、モラクス） - 3シリーズ

2020年
- 魔術士オーフェンはぐれ旅（長老たち）

2023年
- ふしぎ駄菓子屋 銭天堂（2023年 - 2024年、鈴木雅人）
- とんでもスキルで異世界放浪メシ（番頭）
- 実は俺、最強でした?（兵士）
- AIの遺電子（有田）
- キボウノチカラ〜オトナプリキュア'23〜（シャドウ）

2024年
- 変人のサラダボウル（村田）
- 魔女と野獣（スタイリスト）
- 嘆きの亡霊は引退したい（ライル・シモン、ズロー、狼騎士）
- 来世は他人がいい（稲森颯太）

### 劇場アニメ
1997年
- るろうに剣心 -明治剣客浪漫譚- 維新志士への鎮魂歌

2003年
- こちら葛飾区亀有公園前派出所 THE MOVIE2 UFO襲来! トルネード大作戦!!（タイガーの部下3）

2004年
- DEAD LEAVES（となりの囚人）

2005年
- 劇場版 テニスの王子様 二人のサムライ The First Game（審判）
- 劇場版 テニスの王子様 跡部からの贈り物 〜君に捧げるテニプリ祭り〜（池田雅也）

2007年
- 秒速5センチメートル

2009年
- アジール・セッション（コバヤシ）

2011年
- 星を追う子ども（村人）

2012年
- たんすわらし。（課長）
- 放課後ミッドナイターズ（蠅くん）

2013年
- 言の葉の庭

2014年
- ジョバンニの島（島民）

2018年
- 劇場版 夏目友人帳（2018年 - 2021年、牛顔の中級妖怪） - 2作品

### OVA
1999年
- るろうに剣心 -明治剣客浪漫譚- 追憶編（須藤）

2001年
- R.O.D -READ OR DIE-（SP、パイロット）
- るろうに剣心 -明治剣客浪漫譚- 星霜編

2006年
- テニスの王子様 Original Video Animation 全国大会篇（審判）

2007年
- テニスの王子様 Original Video Animation 全国大会篇 Semifinal（審判、マイケル・カロザース）

2012年
- るろうに剣心 -明治剣客浪漫譚- 新京都編（署長）

2014年
- 夏目友人帳 いつかゆきのひに（牛顔の妖怪）
- ムシブギョー（2014年 - 2015年、寅吉の父、役人、猿飛佐助） - 「常住戦陣!!ムシブギョー」単行本第15巻 - 第17巻OVA付き特別版

2020年
- 忘却バッテリー（先輩〈楠田〉） - ジャンプスペシャルアニメフェスタ2020上映作品

### Webアニメ
- 星空キセキ（2006年、部下）
- World Series ヘタリア（2010年 - 2015年、デンマーク、男、スペイン軍の人） - 5シリーズ[要説明]
- ゴハンスキー（2017年、清野とおる、ナレーション）

### ゲーム
2003年
- あしたのジョー 〜まっ白に燃え尽きろ!〜（ハリマオ、とん平、白木ジム生、ホセの通訳、観客）
- ゲゲゲの鬼太郎 異聞妖怪奇譚
- テニスの王子様 Smash Hit!（季楽靖幸）
- テニスの王子様 Smash hit! 2（季楽靖幸）

2004年
- テニスの王子様 2005 CRYSTAL DRIVE（季楽靖幸、池田雅也）
- テニスの王子様 RUSH & DREAM!（季楽靖幸）

2005年
- イレギュラーハンターX（VAVA、スティング・カメリーオ）

2006年
- 遊☆戯☆王デュエルモンスターズGX タッグフォース（一般男子生徒）

2007年
- 遊☆戯☆王デュエルモンスターズGX タッグフォース2（ティラノ剣山、一般男子生徒）

2008年
- 牧場物語 ようこそ!風のバザールへ（ウィルバー、ムーチョ）
- 遊☆戯☆王デュエルモンスターズGX タッグフォース3（ティラノ剣山、一般男子生徒）

2009年
- サンデーVSマガジン 集結!頂上大決戦

2010年
- こちら葛飾区亀有公園前派出所 勝てば天国！負ければ地獄！ 両津流 一攫千金大作戦！（花山里香）

2012年
- PROJECT X ZONE（VAVA）

2015年
- PROJECT X ZONE 2:BRAVE NEW WORLD（VAVA MK-II）

2017年
- スーパーボンバーマン R（スマグラ）
- クイズRPG 魔法使いと黒猫のウィズ（2017年 - 2020年、ドミー、ムールス・ゴルジ、ガイアス・エクレール）

2018年
- 遊戯王デュエルリンクス（ティラノ剣山）

2019年
- ワールドフリッパー（グライド、ジェイ）

2020年
- 北斗の拳 LEGENDS ReVIVE（斬）
- ロックマンX DiVE（2020年 - 2021年、VAVA / VAVA MK-II）

### ドラマCD
- 夏目友人帳（中級妖怪牛顔）
- ビューティーポップ（小松太郎）
- ファイブ（担任教師）
- ヘタリア=ファンタジア2（デンマーク）
- ヘタリア ドラマCD インターバルVol.3「北欧ファイブ！」（デンマーク）
- ボンバーマンジェッターズ『第53話 帰ってきたジェッターズ』（ヒゲヒゲ団員）

### 吹き替え

#### 映画
- アリス・イン・ワンダーランド/時間の旅（ジェームズ〈エド・スペリーアス〉）
- ザ・フォロイング（マイク・ウェストン）
- ザ・ファイブ－残されたDNA－（ミッキー）
- 俺たちに明日はない（ロイ）※ドラマ版
- ウォルト・ディズニーの約束（ロバート・シャーマン〈B・J・ノヴァク〉）
- ハイドリヒを撃て!「ナチの野獣」暗殺作戦（アドルフ・オパルカ〈ハリー・ロイド〉[25]）

#### アニメ
- OK K.O.! めざせヒーロー（ラディクレス[26]）
- バンザイ! キング・ジュリアン（ティモ）

### 舞台
- 劇団THE NEXT旗揚げ公演「燃ゆる暗闇にて」（2012年3月23日 - 25日、ウエストエンドスタジオ）

### その他
- サントリー・スーパーマグナムドライ
- アニメお宝ハンター! 春らんまん! プレゼント祭り!（ナレーション、テレビ東京、2013年4月1日）
- 「遊戯王 オフィシャルカードゲームデュエルモンスターズ ストラクチャーデッキR 恐獣の鼓動」CMナレーション

### シリーズ一覧
1. ↑  第1期（1999年）、第2期『魂』（2000年）
2. ↑  第1作（2001年 - 2003年）、第2作『新テニスの王子様』（2012年）、第3作『新テニスの王子様 U-17 WORLD CUP』（2022年）、第3作続編『新テニスの王子様 U-17 WORLD CUP SEMIFINAL』（2024年）
3. ↑  第1期（2003年）、第2期『GUNSLINGER GIRL -IL TEATRINO-』（2008年）
4. ↑  第1期（2005年 - 2006年）、第2期『〜くるくるシャッフル!〜』（2006年 - 2007年）、第3期『すっきり♪』（2007年 - 2008年）、第4期『きららっ★』（2008年 - 2009年）
5. ↑  第1期（2005年 - 2006年）、特別篇『日蝕む翳』（2014年1月4日）、第2期『続章』（2014年）
6. ↑  第1期（2008年）、第2期『続 夏目友人帳』（2009年）、第3期『参』（2011年）、第4期『肆』（2012年）、第5期『伍』（2016年）、第6期『陸』（2017年）、第7期『漆』（2024年）
7. ↑  第1シリーズ（2009年 - 2010年）、第2シリーズ『てぃんくる☆』（2010年 - 2011年）、第4シリーズ『きら☆デコッ！』（2012年）、第5シリーズ『ハッピネス』（2013年）
8. ↑  第1期（2016年）、第2期『神（ゴッド）』（2017年）
9. ↑  第1期（2018年）、第2期（2018年）
10. ↑  第1シリーズ（2019年 - 2020年）、第2シリーズ（2021年）、第3シリーズ（2023年）